# Taiten Sato
Taiten Sato (佐藤 大典 Sato Taiten?, nacido el 26 de enero de 1983 en Tokio) es un exfutbolista japonés. Jugaba de delantero y su último club fue el AC Nagano Parceiro de Japón.

## Trayectoria

### Clubes
| Club               | País  | Año         |
| ------------------ | ----- | ----------- |
| Thespa Kusatsu     | Japón | 2005        |
| AC Nagano Parceiro | Japón | 2006 - 2011 |